# Świerklany (gmina)
La gmina de Świerklany est une commune rurale de la voïvodie de Silésie et du powiat de Rybnik. Elle s'étend sur 24,17 km2 et comptait 11 347 habitants en 2008.
Son siège est le village de Jankowice Rybnickie qui se situe à environ 6 kilomètres au sud de Rybnik et à 41 kilomètres au sud-ouest de Katowice.

## Villages
La gmina de Świerklany comprend les villages et localités de Jankowice Rybnickie, Michałkowice, Świerklany Dolne et Świerklany Górne.

## Villes et gminy voisines
La gmina de Świerklany est voisine des villes de Jastrzębie-Zdrój, Rybnik et Żory et des gminy de Marklowice et Mszana.